# Lodovico Castelvetro

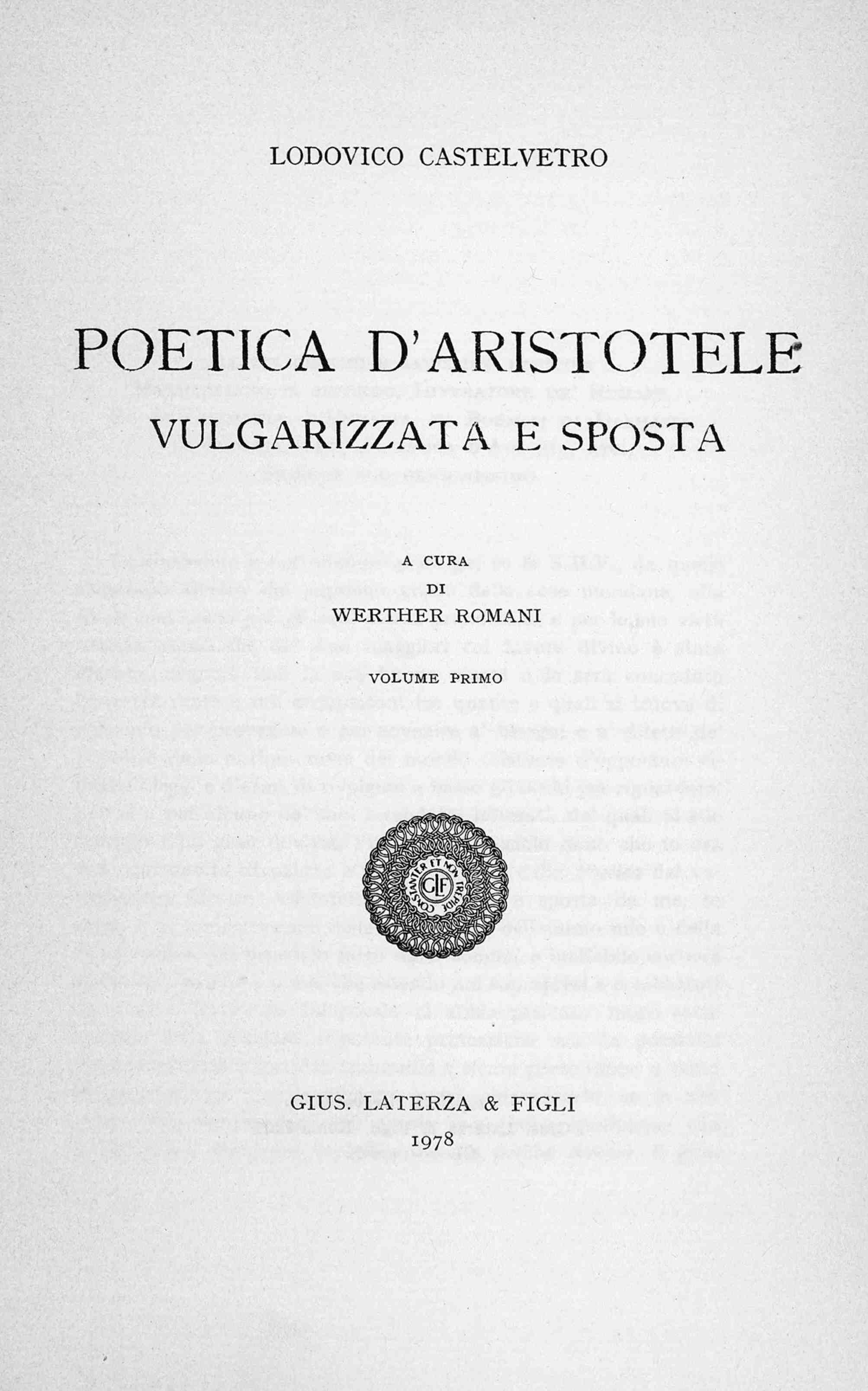
Poetica d'Aristotele

Lodovico Castelvetro (Módena, 1505 – Chiavenna, 1571) fue un filólogo y crítico literario italiano. Está considerado el máximo representante del aristotelismo literario del Cinquecento.

## Biografía
Estudió Derecho y Letras en las universidades de Bolonia, Ferrara y Padua, graduándose en Siena. Fue profesor de Derecho en Módena de 1532 a 1557, cuando lo dejó tras una amarga disputa con Annibale Caro, provocada por un dictamen desfavorable de Castelvetro sobre una canción de Caro, titulada Venite all'ombra de' gran gigli d'oro, que calificó de sin estilo, lenguaje petrarquiano y decepcionante contenido. Estalló la controversia, y un querido amigo de Caro, Alberico Longo, murió, siendo acusado Castelvetro de impiedad y herejía. Se le acusó de haber traducido las Loci communes de Melanchton y de haber escrito y distribuido propuestas poco ortodoxas. En 1560 fue declarado herético por la Inquisición, y sus bienes fueron confiscados. Huyó luego a Chiavenna con la intención de disculparse ante el Consejo de Trento. En 1564 fue a Ginebra, en Suiza, donde enseñó poética durante tres años. Luego se trasladó a Lyon, y posteriormente a Viena, donde fue recibido por Maximiliano II, a quien dedicó su traducción de la Poética de Aristóteles. Sin embargo, al año siguiente tuvo que alejarse de Viena, debido a un brote de peste. Murió en Chiavenna en 1571.
En 1545 redactó un Commento alle Rime de Petrarca y una Sposizione di XXIX canti della Commedia. Pero sus obras más importantes fueron Giunta fatta al ragionamento degli articoli et de verbi di messer Pietro Bembo, referente a temáticas gramaticales, y la Poetica d'Aristotele vulgarizzata, et sposta per Lodouico Casteluetro, uno de los primeros estudios críticos sobre la obra de Aristóteles, gracias a la que Castelvetro profundizó sus teorías sobre la distinción entre historia y poesía: si la primera disciplina es responsable, según Castelvetro, de decir la verdad de los hechos, la segunda se ocupa del mundo verosímil del que deriva la agudeza del poeta. Fue el primero en demostrar científicamente, desde sus Giunte (h. 1549-1563) a las Prose della volgar lingua de Pietro Bembo, cómo la lengua italiana procede del latín. Sentó las bases históricas de la gramática normativa.

## Obras
- Giunta fatta al ragionamento degli articoli et de verbi di messer Pietro Bembo, Módena, 1563.
- Poetica d'Aristotele vulgarizzata, et sposta per Lodouico Casteluetro, Viena, 1570.
- Correttione d'alcune cose del Dialogo delle lingue di Benedetto Varchi, et vna giunta al primo libro delle Prose di m. Pietro Bembo doue si ragiona della vulgar lingua fatte per Lodouico Casteluetro, Basilea, 1572.
- Le rime del Petrarca brevemente esposte per Lodovico Castelvetro, Basilea, 1582.
- Esaminatione sopra la ritorica a Caio Herennio fatta per Lodouico Casteluetri, e dedicata all'altezza serenissima del signor Duca di Modana, Módena, 1653.